# 절노부
절노부(絶奴部)는 고구려 오부 중 하나이다. 연나부(椽那部), 제나부(提那部), 북부(北部), 후부(後部), 흑부(黑部)로도 표기되었다.
9대 고국천왕에 의해 5부가 행정적 5부(동·서·남·북·중)로 개편된 뒤에는 북부(北部), 후부(後部) 또는 흑부(黑部)로 불렸다.
대대로 왕비를 배출한 왕비족으로 왕족에 버금가는 대우를 받았다. 따라서 절노부의 대가(大加)는 고추가(古雛加)라 불렸다.

## 개요
고구려를 구성한 유력 세력 중 하나로서 3세기 이후에는 중앙 귀족으로 변모되었다.
《삼국사기》에 기록된 고구려의 왕비 중 절노부 출신의 왕비가 여럿 기록되어 있으며,《삼국지》의 동이전에서는 절노부가 대대로 계루부 왕족과 혼인하는 왕비족이며, 그로 인해 절노부의 대가(大加)는 계루부와 소노부의 대가처럼 고추가(古鄒加)라는 칭호를 사용할 수 있었다고 한다.

## 인물
- 명림답부

## 같이 보기
- 계루부
- 관노부
- 소노부
- 순노부
- 절노부